# Helga Čočková
Helga Čočková, provdaná Helga Matulová (* 26. listopadu 1941, Ostrava) je česká herečka a moderátorka.

## Životopis
Veřejně vystupovala již od dětství. Ve 13 letech působila ve vysílání ostravského studia Československé televize jako dětská moderátorka. Dětské role hrála i v ostravském studiu Československého rozhlasu, ve Státním divadle Ostrava a mládežnickém Divadle Petra Bezruče Ostrava.
Absolvovala Divadelní fakultu Akademie múzických umění, kterou vystudovala v roce 1963 s neplánovanou rok a půl dlouhou přestávkou (byla totiž vyloučena ze studia těsně před absolutoriem pro účast na tehdejší politické demonstraci vysokoškolských studentů Majáles a na rok poslána za trest do výrobního procesu, kde měla změnit své postoje vůči tehdejšímu režimu). Jejími spolužáky byli Ladislav Mrkvička, Josef Abrhám, Jiří Krampol, Marie Málková a další.
Po ročním pracovním nasazení v EZD Ostrava-Přívoz jí bylo „odpuštěno její provinění“ a mohla nastoupit do angažmá v činoherním souboru Státního divadla v Ostravě (1962–1966). Během tohoto angažmá dovršila svá přerušená studia na DAMU a současně úspěšně absolvovala konkurz na hlavní roli Violy v německém filmovém muzikálu Nichts als Sünde, podle Shakespearovy divadelní hry Večer tříkrálový aneb Cokoli chcete. Tatáž role Violy jí, i vzhledem k její velmi dobré znalosti němčiny, byla nabídnuta k pohostinskému vystoupení v divadle Maxim Gorkij Theater (Berlin),[zdroj?] ale vzhledem k následným povinnostem v repertoáru Státního divadla v Ostravě se její vystoupení nemohlo uskutečnit a musela se vrátit na mateřskou scénu. Ve Státním divadle v Ostravě však dlouho nesetrvala, protože jí bylo tehdejším šéfem činohry ND Vítězslavem Vejražkou nabídnuto angažmá v činohře Národního divadla v Praze, jež přijala a setrvala pak v ND od roku 1967 do roku 1993.
Po roce 1971 byla v období tzv. konsolidace četnost jejího obsazování v repertoáru činohry ND negativně ovlivněna jejím politickým škraloupem – onou účastí na Majáles. To se rovněž na poměrně dlouhou dobu negativně promítlo i do jejích dalších pracovních možností v ostatních médiích. Během studií na DAMU si v Divadle Na zábradlí zahrála hlavní roli papouška Bořivoje v inscenaci Miloše Macourka Jedničky má papoušek a současně si ji režisér R. Vedral s autorem Pavlem Kohoutem vybrali pro jednu z hlavních rolí, Petru, do Kohoutovy připravované inscenace Třetí sestra v tehdejším Realistickém divadle Zdeňka Nejedlého.
Od roku 1971 spolupracuje Helga Čočková rovněž s Knihovnou a tiskárnou pro nevidomé Emanuela Macana v Praze, pro niž na záznam načetla téměř dvě stovky titulů zahraniční i české beletrie, je činná v rozhlase
i dabingu.

## Film a televize
Československý film ji objevil již v roce 1959, kdy si poprvé zahrála malou roli ve filmu Probuzení, pro niž si ji režisér Jiří Krejčík vybral už u přijímacích zkoušek na DAMU. V roce 1960 následovaly další dva filmy Pochodně (režie V. Čech) a hlavní dívčí role ve filmu Žalobníci (režie Ivo Novák), kde měla možnost si zahrát s celou plejádou hereckých hvězd, jako byli Rudolf Hrušínský, Ladislav Pešek, Otomar Krejča, Zora Rozsypalová, Vlastimil Brodský a další. V roce 1962 ztvárnila hned čtyři zajímavé filmové role. Patrně nejznámější i nejúspěšnější z nich se stala její role židovské dívky Lízy ve filmu Zbyňka Brynycha Transport z ráje (podle povídky Arnošta Lustiga). Tento film obdržel hlavní cenu na Mezinárodním filmovém festivalu v Locarnu. Jeho premiéry v Praze se však Helga Čočková pro svoji účast Majáles v Praze nesměla zúčastnit. Během studií na DAMU si rovněž zahrála v absolventských snímcích režisérky Věry Chytilové Strop a Pytel blech (k němuž napsala a namluvila komentář). Společně s Oldřichem Novým, Danou Medřickou a Janem Třískou vytvořila povedenou rodinku v Makovcově filmovém muzikálu Dva z onoho světa, kde též nazpívala ústřední píseň filmu Páni muzikanti, učitelský sbore. Vystupovala v řadě televizních seriálů, ale snad nejznámější se stala její role Ireny, neukázněné dcery doktora Štrosmajera (Miloš Kopecký) v Dietlově seriálu Nemocnice na kraji města. Ve III. řadě pokračování tohoto slavného TV seriálu Nemocnice na kraji města – nové osudy (autorka L. Konášová) si téměř po třiceti letech zahrála opět Irenu, zde již však jako manželku starosty města (Jiří Bartoška) a matku dospělé dcery (Lucie Vondráčková). V současné době ji lze vidět v TV seriálech Kriminálka Anděl a Cirkus Bukowsky.
Ztvárnila i několik rolí v zahraničních filmech, jelikož mluví francouzsky, anglicky a německy.

## Rodinný život
Je rozvedená. V letech 1971–1988 byl jejím manželem slovenský režisér Július Matula, z jejich manželství vzešli dva synové. V době jejich manželství od roku 1984–1987 vystupovala pod jménem Helga Matulová.

## Filmografie
| 2013 |  |  | Cirkus Bukowsky [TV seriál] ... ředitelka školy (3.díl)                                            |  |
| 2011 |  |  | Vůně kávy [TV film] ... Marková [69]                                                               |  |
| 2009 |  |  | Zoufalci ... Otakarova matka [67]                                                                  |  |
| 2008 |  |  | Kriminálka Anděl [TV seriál] (1 díl)                                                               |  |
| 2007 |  |  | Nemocnice na kraji města ...nové osudy [TV seriál] ... Irena                                       |  |
|      |  |  | Trapasy [TV cyklus] ... (Žárovky aneb abrakadabra) [65]                                            |  |
| 2004 |  |  | Josef a Ly [TV seriál] ... učitelka                                                                |  |
| 2001 |  |  | Karlínská balada [TV film] ... Špačková [59]                                                       |  |
|      |  |  | Rebelové ... třídní učitelka [59]                                                                  |  |
| 1999 |  |  | Polojasno [TV film] ... Bartušková, matka Václava [57]                                             |  |
| 1995 |  |  | Válka barev ... Zhrzená [53]                                                                       |  |
| 1991 |  |  | Koho ofoukne větříček [TV film] ... hajná [49]                                                     |  |
| 1989 |  |  | Čas sluhů ... žena zástupce ředitele [47]                                                          |  |
| 1988 |  |  | Stupně poražených ... Urbanová [46]                                                                |  |
| 1987 |  |  | Hauři ... Hančina matka (jako Helga Matulová) [45]                                                 |  |
| 1986 |  |  | Manželství Mamerta Kalivody [TV inscenace] ... Renata (jako Helga Matulová) [44]                   |  |
| 1985 |  |  | Muž na drátě ... servírka Marie Brousková zvaná Marča [43]                                         |  |
|      |  |  | Skalpel, prosím ... televizní redaktorka [43]                                                      |  |
| 1984 |  |  | Kariéra ... ing. Horáčková (pod jménem Matulová) [42]                                              |  |
| 1982 |  |  | Bakaláři [TV cyklus] ... role neurčena [40] (1 díl)                                                |  |
| 1980 |  |  | Rukojmí z Bella Vista ... Sachlová [38]                                                            |  |
| 1979 |  |  | Indiáni z Větrova ... učitelka [37]                                                                |  |
|      |  |  | Řekni i to beze slov [TV inscenace] ... Monika [37]                                                |  |
| 1978 |  |  | Třicet případů majora Zemana [TV seriál] ... Lenka Sachlová (2 díly)                               |  |
| 1977 |  |  | Nemocnice na kraji města [TV seriál] ... Irena Štrosmajerová (8 dílů)                              |  |
| 1974 |  |  | Motiv pro vraždu ... 1. Víkend - Šteklová [32]                                                     |  |
| 1973 |  |  | Hroch ... Dáša [31]                                                                                |  |
|      |  |  | Letím do bouřky [TV inscenace] ... role neurčena [31]                                              |  |
| 1971 |  |  | Zvláštní případ [TV film] ... Lidunka Kopečková [29]                                               |  |
| 1970 |  |  | Partie krásného dragouna ... Kamila, dcera Zdychyncových [28]                                      |  |
| 1969 |  |  | Ohnice [TV inscenace] ... role neurčena [27]                                                       |  |
| 1968 |  |  | Bylo čtvrt a bude půl ... Květa, děvče pro všechno v divadle [26]                                  |  |
|      |  |  | Dívka a smrt [TV hra] ... Lee [26]                                                                 |  |
|      |  |  | Hříšní lidé města pražského [TV seriál] ... Andula (1 díl)                                         |  |
| 1967 |  |  | Amatér [TV film] ... Amatér - role neurčena [25] Nechte maličkých (TV inscenace) hlavní dívčí role |  |
| 1966 |  |  | Smrt za oponou ... Jitka [24]                                                                      |  |
| 1965 |  |  | Alibi na vodě ... Maruška Nováková, spolubydlící Zuzany [23]                                       |  |
|      |  |  | Nichts als Sünde ... Viola [23]                                                                    |  |
| 1964 |  |  | Neobyčejná třída ... Drahuše [22]                                                                  |  |
| 1963 |  |  | Strach ... Věra Klímová [21]                                                                       |  |
| 1962 |  |  | Deštivý den ... Mirka [20]                                                                         |  |
|      |  |  | Dva z onoho světa ... Alena [20]                                                                   |  |
|      |  |  | Pytel blech [20] napsala a namluvila komentář k filmu                                              |  |
|      |  |  | Transport z ráje ... Lízinka [20]                                                                  |  |
| 1961 |  |  | Strop ... tančící dívka v baru [19]                                                                |  |
| 1960 |  |  | Pochodně ... Rozárka [18]                                                                          |  |
|      |  |  | Žalobníci ... Eliška Janíčková, dcera předsedy JZD [18]                                            |  |
| 1959 |  |  | Probuzení ... okradená dívka v samoobsluze [17]                                                    |  |

Dabing:
|  |      |  |  |  |  |  |  |  |                                                     |  |  |  |
|  | 1994 |  |  |  |  |  |  |  | Zázrak v New Yorku...maminka                        |  |  |  |
|  | 1993 |  |  |  |  |  |  |  | Semtex Blues...Nováčková                            |  |  |  |
|  | 1982 |  |  |  |  |  |  |  | Rozhněvaný muź...Nancy                              |  |  |  |
|  | 1970 |  |  |  |  |  |  |  | Piti Piti Pa ... vdávající se tanečnice             |  |  |  |
|  | 1969 |  |  |  |  |  |  |  | Kaktusový květ...Goldie Hawn / Tonie/               |  |  |  |
|  | 1953 |  |  |  |  |  |  |  | Chléb, láska a fantasie ... farářova neteř Paoletta |  |  |  |

TV pořady:
1968 Hříšní lidé města pražského TV seriál
1974 30 případů majora Zemana TV seriál
1977 Nemocnice na kraji města TV seriál
1983 Stříbrná žíla TV seriál
| 1999 |  |  | Banánové rybičky [TV pořad] ... host [57] |  |

2001 Barvy života TV
2004 Josef a Ly TV seriál
2007 Trapasy TV seriál
2008 Nemocnice na kraji města Nové osudy TV seriál
2011 VIDEOSTOP /TV Barrandov/...členka soutěžní poroty)70)
2012 Kriminálka Anděl TV seriál
2013 VIDEOSTOP TV Barrandov /...členka soutěžní poroty) 72)
2013 Cirkus Bukowsky TV seriál
2017 13.komnata Helgy Čoćkové TV dokument / ČT 1/
ZAHRANIČNÍ FILMY:
1965 Nichts als Sünde (DEFA studio Berlin)
2004 Maigret: La trappola (TV seriál Italy)